# New York Mom
New York Mom (Originaltitel: Motherhood) ist eine US-amerikanische Filmkomödie von Katherine Dieckmann aus dem Jahr 2009 mit Uma Thurman in der Hauptrolle.

## Handlung
Eliza ist Mutter und Bloggerin. Sie wohnt mit ihrer Familie in zwei Wohnungen im dritten Stock inmitten von New York, gegenüber der Grundschule. Am sechsten Geburtstag ihrer Tochter Clara, muss Eliza noch einige Besorgungen für die Geburtstagsparty machen. Am Morgen verlässt die Familie das Haus, um Clara zur Schule zu bringen und den Wagen für die Straßenreinigung umzuparken. Auf der Straße angekommen bemerkt Eliza erst, dass sie noch im Nachthemd ist und die Tasche ihrer Tochter vergessen hat. Ihr Mann hat in der Zwischenzeit einen Karton mit Büchern gesichtet, die er sammelt. Daraufhin geht sie alleine wieder hoch, um die Tasche zu holen und sich umzuziehen. Dabei veröffentlicht sie eine Nachricht in ihrem Blog und erhält nach Eintragung in einem Pop-up-Fenster die Mitteilung, dass ein Frauenmagazin einen Wettbewerb ausgeschrieben hat. Dabei sollen Artikel mit 500 Wörtern erklären, was Mutter bedeutet und der erste Platz eine Anstellung bei dem Magazin erhält.
An der Schule angekommen, trifft sie auf ihre beste Freundin Sheila und ihr fällt ein, dass der Familienhund noch nicht ausgeführt wurde. Am Wagen angekommen, wo ihr Mann Avery und Sohn Lucas warten, teilt sie ihm mit, dass der Hund noch raus muss. Avery hat selbst keine Zeit, da er zu einem Termin muss und sich auf den Weg macht. So muss Eliza mit ihrem Sohn erst wieder hoch und anschließend mit dem Hund wieder herunter um den Hund auszuführen und den Wagen für die Straßenreinigung umzuparken. Nach dem Umparken geht sie mit ihrem Sohn in den Park und beginnt mit dem Artikel. In dieser Zeit betritt auch Jodie Foster mit ihrer Tochter den Park und beleidigt die Paparazzi. In der Zwischenzeit wurde ihre Straße für Dreharbeiten gesperrt und ihr Auto abgeschleppt. Wieder zu Hause angekommen, verfasst sie den Artikel für den Wettbewerb weiter, der von Avery kontrolliert werden soll. Während Avery auf Lucas aufpasst, macht Eliza die Besorgungen für die Geburtstagsparty mit dem Fahrrad und gerät immer wieder mit anderen Menschen in Konflikte.
Wieder zu Hause angekommen, überreicht ihr der Bote Nikesh einen Umschlag für den Mann. Er hilft ihr beim Hochtragen der Taschen und sie lernen sich in ihrer Wohnung besser kennen. Noch bevor alles für die Geburtstagsparty hergerichtet ist, liest sie die Kritik ihres Werks. Die Kritik stimmt sie wütend und sie beschließt, sich aus dem Staub zu machen. Als sie in New Jersey angekommen ist und mit ihrem Mann telefoniert, entscheidet sie sich wieder um und feiert mit der Familie den sechsten Geburtstag ihre Tochter Clara. Nachdem die Party zu Ende ist, teilt Avery seiner Frau mit, dass in dem Karton mit den Büchern ein Erstlingswerk von einem bedeutenden Schriftsteller mit Signatur war und er dafür mehrere Tausende Dollar erhalten hat. Der Film endet, als die Familie bei den abendlichen Dreharbeiten zuschaut.

## Produktion
New York Mom wurde mit einem geschätzten Budget von 10 Mio. Dollar von den Filmproduktionsgesellschaften John Wells Productions, Killer Films und iDeal Partners Film Fund hergestellt. Anderen Angaben zufolge soll das Budget nur 5 Mio. US-Dollar betragen haben. Die Dreharbeiten begannen im Mai 2008 und wurden in New York durchgeführt. Der Film wurde nicht sonderlich vermarktet, sodass große Zuschauerzahlen ausblieben. Am 16. April 2008 wurde bekannt, dass Anthony Edwards als Ehemann von Uma Thurman und Minnie Driver als ihre schwangere beste Freundin zu sehen sein werden. Minni Driver war während der Dreharbeiten tatsächlich schwanger, sie wurde im September 2008 Mutter eines Sohnes.

### Technische Details
Für die Aufnahmen wurde eine Arriflex Kamera verwendet und auf 35 mm mit einem Seitenverhältnis von 1,85:1 und in Dolby Digital aufgenommen.

### Veröffentlichung

#### Filmfestspiele
Auf dem Sundance Film Festival wurde der Film am 21. Januar 2009 uraufgeführt. In Deutschland erschien die Filmkomödie am 6. Februar 2009 beim European Film Market, bevor er am 8. Oktober 2009 auf dem Chicago International Film Festival und am 10. Oktober 2009 auf dem Mill Valley Film Festival vorgestellt wurde.

#### Kino
Während New York Mom noch auf einigen Filmfestspielen lief, kam das Drama mit Uma Thurman am 28. August 2009 in die spanischen Kinos. Eingeschränkt erschien der Film in den US-amerikanischen Kinos am 23. Oktober 2009. In den französischen Kinos lief der Film am 2. Dezember 2009 an. Im Januar 2010 wurde New York Mom in Singapur, Brasilien und Mexiko veröffentlicht, bevor er am 5. März 2010 in London anlief.

#### Home Entertainment
In Italien erschien New York Mom als TV-Premiere am 20. August 2009. Im Jahr 2010 wurde der Film als Direct-to-DVD-Produktion in Ungarn, Polen, Finnland, Deutschland und den Niederlanden veröffentlicht. Im Schweizer Fernsehen wurde der Film am 14. August 2012 auf SF2 ausgestrahlt.

## Auszeichnung
Uma Thurman wurde auf dem Boston Film Festival als beste Schauspielerin ausgezeichnet.

## Einspielergebnis
Der Film war finanziell ein Flop; er spielte bei einem Budget von ca. 10 Mio. US-Dollar weltweit nur 0,73 Mio. US-Dollar wieder ein. In den US-amerikanischen Kinos wurden am Startwochenende bei 48 Kopien nur 50.081 US-Dollar eingenommen. Im Londoner Kino sahen den Film nur zwölf Besucher, das Einspielergebnis am Startwochenende betrug 88 £ (umgerechnet 96 €); nur ein Besucher sah den Film am Startabend.

## Besetzung
| Darsteller                        | Rolle           | Rollenbezeichnung                |
| --------------------------------- | --------------- | -------------------------------- |
| Uma Thurman                       | Eliza Welch     | Hauptrolle                       |
| Anthony Edwards                   | Avery McKendrik | Ehemann von Eliza                |
| Daisy Tahan                       | Clara Welch     | Tochter von Eliza                |
| David Schallipp Matthew Schallipp | Lucas Welch     | Sohn von Eliza                   |
| Minnie Driver                     | Sheila          | beste Freundin von Eliza         |
| Alice Drummond                    | Edith           | alte Nachbarin von Eliza         |
| Stephanie Szostak                 | Sandrine        | französische Nachbarin von Eliza |
| Celina Vignaud                    | Isabella        | Tochter von Sandrine             |
| Arjun Gupta                       | Mikesh          | Bote                             |
| Jodie Foster                      | Jodie Foster    | Cameo, Mutter im Park            |

## Synchronisation
Die Synchronisation wurde durch die Firma Bavaria Film in München durchgeführt.
| Darsteller    | Synchronstimme  | Rolle        |
| ------------- | --------------- | ------------ |
| Uma Thurman   | Petra Barthel   | Eliza Welsh  |
| Arjun Gupta   | Johannes Raspe  | Nikesh       |
| Minnie Driver | Carin C. Tietze | Sheila       |
| Lois Robbins  | Tatjana Pokorny | Nervöse Frau |

## Kritiken
„Als zweifache Mutter und Möchtegern-Schriftstellerin tapst sie überfordert durch einen stressigen Alltag - von Regisseurin Katherine Dieckmann weder besonders unterhaltsam noch irgendwie witzig inszeniert. Dass der lahmen Komödie der Untergang im Kino erspart wurde, ist allzu verständlich.“

„Eine kaum einmal amüsante Komödie über die Tücken moderner Mutterschaft, die sich weitgehend in blutleeren Klischees verliert und nur wenig Sympathie und Interesse für ihre Figuren weckt.“